# Puerto Rico en los Juegos Olímpicos de Tokio 1964
Puerto Rico estuvo representado en los Juegos Olímpicos de Tokio 1964 por un total de 32 deportistas, 30 hombres y 2 mujeres, que compitieron en 8 deportes.
El portador de la bandera en la ceremonia de apertura fue el atleta Rolando Cruz. El equipo olímpico puertorriqueño no obtuvo ninguna medalla en estos Juegos.